# Río Nájima
Río Nájima är ett vattendrag i Spanien. Det ligger i den centrala delen av landet, 170 km nordost om huvudstaden Madrid.